# Ушакевич, Михаил Михайлович
Михаил Михайлович Ушакевич (1922 год, хутор Старая Колонка — 30 мая 2001 год) — инженер-энергетик, лауреат Ленинской премии.

## Биография
Родился на хуторе Старая Колонка (сегодня — Динской район Краснодарского края). Выпускник школы № 17 Старопромысловского района.
Окончил два курса инженерно-физического факультета Ленинградского политехнического института им. Калинина (1941), Военно-политическую академию им. Ленина (1953).
В 1942 (март) — 1953 служил в Армии, уволен в запас в звании майора. Участник Великой Отечественной войны, замполит артиллерийского корпуса.
С 1953 года и до выхода на пенсию сотрудник Государственного научно-исследовательского и проектного института нефтяного машиностроения, зав. лабораторией.
Семья
Жена — Надежда Георгиевна Бабукова (сестра В. Г. Бабукова), старший инженер конструкторского бюро Московского нефтеперерабатывающего завода. Две дочери.

## Награды
- орден Красной Звезды
- Орден Отечественной войны 1 и 2 степеней.
- Ленинская премия 1963 год — за участие в разработке и внедрении трубчатых печей беспламенного горения с излучающими стенами из панельных горелок.